# Copa do Mundo FIFA de Futebol Feminino Sub-17
A Copa do Mundo de Futebol Feminino Sub-17 é uma competição internacional de futebol feminino, organizada pela Federação Internacional de Futebol (FIFA). Foi disputada pela primeira vez em 2008, tendo a Coreia do Norte como campeã da competição.

## História
Após o grande sucesso da Copa do Mundo de Futebol Feminino sub-19 em 2002, realizada no Canadá, a FIFA propôs acrescentar um novo torneio para jovens mulheres. Mesmo com algumas confederações sendo contra o novo torneio devido ao limite de idade, a FIFA criou a Copa do Mundo de Futebol Feminino sub-17 e assim a Copa do Mundo de Futebol Feminino sub-19 passou a ser sub-20, tendo sua primeira edição em 2006, na Rússia.
Em 2010 foi realizada em Trinidad e Tobago entre os dias 5 e 25 de setembro, com vitória da Coreia do Sul, na final asiática contra o Japão.
Campeã da edição inaugural, a Coreia do Norte chegou a uma nova final no Azerbaijão em 2012. As asiáticas deixaram de prevalecer no torneio pela primeira vez, com o título conquistado pela França, que por sua vez conquistou seu primeiro título em qualquer evento de futebol feminino da FIFA.

## Edições
| Ano           | Sede                                                                           |                                                                                | Final                                                                          | Final                                                                          | Final                                                                          |                                                                                | Disputa do terceiro lugar                                                      | Disputa do terceiro lugar                                                      | Disputa do terceiro lugar                                                      |
| Ano           | Sede                                                                           | Campeão                                                                        | Placar                                                                         | Vice-campeão                                                                   | Terceiro lugar                                                                 | Placar                                                                         | Quarto lugar                                                                   |                                                                                |                                                                                |
| ------------- | ------------------------------------------------------------------------------ | ------------------------------------------------------------------------------ | ------------------------------------------------------------------------------ | ------------------------------------------------------------------------------ | ------------------------------------------------------------------------------ | ------------------------------------------------------------------------------ | ------------------------------------------------------------------------------ | ------------------------------------------------------------------------------ | ------------------------------------------------------------------------------ |
| 2008 detalhes | Nova Zelândia                                                                  | Coreia do Norte                                                                | 2 – 1 (pro)                                                                    | Estados Unidos                                                                 | Alemanha                                                                       | 3 – 0                                                                          | Inglaterra                                                                     |                                                                                |                                                                                |
| 2010 detalhes | Trinidad e Tobago                                                              | Coreia do Sul                                                                  | 3 – 3 (pro) 5 – 4 (pen)                                                        | Japão                                                                          | Espanha                                                                        | 1 – 0                                                                          | Coreia do Norte                                                                |                                                                                |                                                                                |
| 2012 detalhes | Azerbaijão                                                                     | França                                                                         | 1 – 1 (pro) 7 – 6 (pen)                                                        | Coreia do Norte                                                                | Gana                                                                           | 1 – 0                                                                          | Alemanha                                                                       |                                                                                |                                                                                |
| 2014 detalhes | Costa Rica                                                                     | Japão                                                                          | 2 – 0                                                                          | Espanha                                                                        | Itália                                                                         | 4 – 4 2 – 0 (pen)                                                              | Venezuela                                                                      |                                                                                |                                                                                |
| 2016 detalhes | Jordânia                                                                       | Coreia do Norte                                                                | 0 – 0 (pro) 5 – 4 (pen)                                                        | Japão                                                                          | Espanha                                                                        | 4 – 0                                                                          | Venezuela                                                                      |                                                                                |                                                                                |
| 2018 detalhes | Uruguai                                                                        | Espanha                                                                        | 2 – 1                                                                          | México                                                                         | Nova Zelândia                                                                  | 2 – 1                                                                          | Canadá                                                                         |                                                                                |                                                                                |
| 2020          | Adiado para 2021 e posteriormente cancelado por conta da pandemia de COVID-19. | Adiado para 2021 e posteriormente cancelado por conta da pandemia de COVID-19. | Adiado para 2021 e posteriormente cancelado por conta da pandemia de COVID-19. | Adiado para 2021 e posteriormente cancelado por conta da pandemia de COVID-19. | Adiado para 2021 e posteriormente cancelado por conta da pandemia de COVID-19. | Adiado para 2021 e posteriormente cancelado por conta da pandemia de COVID-19. | Adiado para 2021 e posteriormente cancelado por conta da pandemia de COVID-19. | Adiado para 2021 e posteriormente cancelado por conta da pandemia de COVID-19. | Adiado para 2021 e posteriormente cancelado por conta da pandemia de COVID-19. |
| 2022 detalhes | Índia                                                                          |                                                                                | Espanha                                                                        | 1 – 0                                                                          | Colômbia                                                                       |                                                                                | Nigéria                                                                        | 3 – 3 3 – 2 (pen)                                                              | Alemanha                                                                       |
| 2024 detalhes | República Dominicana                                                           | Coreia do Norte                                                                | 1 – 1 4 – 3 (pen)                                                              | Espanha                                                                        | Estados Unidos                                                                 | 3 – 0                                                                          | Inglaterra                                                                     |                                                                                |                                                                                |
| 2025 detalhes | Marrocos                                                                       |                                                                                |                                                                                |                                                                                |                                                                                |                                                                                |                                                                                |                                                                                |                                                                                |

## Títulos
| Seleção         | Títulos              | Vice-campeonatos | 3º colocado    | 4º colocado    |
| --------------- | -------------------- | ---------------- | -------------- | -------------- |
| Coreia do Norte | 3 (2008, 2016, 2024) | 1 (2012)         | —              | 1 (2010)       |
| Espanha         | 2 (2018, 2022)       | 2 (2014, 2024)   | 2 (2010, 2016) | —              |
| Japão           | 1 (2014)             | 2 (2010, 2016)   | —              | —              |
| Coreia do Sul   | 1 (2010)             | —                | —              | —              |
| França          | 1 (2012)             | —                | —              | —              |
| Estados Unidos  | —                    | 1 (2008)         | 1 (2024)       | —              |
| México          | —                    | 1 (2018)         | —              | —              |
| Colômbia        | —                    | 1 (2022)         | —              | —              |
| Alemanha        | —                    | —                | 1 (2008)       | 2 (2012, 2022) |
| Gana            | —                    | —                | 1 (2012)       | —              |
| Itália          | —                    | —                | 1 (2014)       | —              |
| Nova Zelândia   | —                    | —                | 1 (2018)       | —              |
| Nigéria         | —                    | —                | 1 (2022)       | —              |
| Inglaterra      | —                    | —                | —              | 2 (2008, 2024) |
| Venezuela       | —                    | —                | —              | 2 (2014, 2016) |
| Canadá          | —                    | —                | —              | 1 (2018)       |

## Títulos por confederação
| Equipes  | Títulos                          | Vice                 | Terceiro                   | Quarto                     |
| -------- | -------------------------------- | -------------------- | -------------------------- | -------------------------- |
| AFC      | 5 (2008, 2010, 2014, 2016, 2024) | 3 (2010, 2012, 2016) |                            | 1 (2010)                   |
| UEFA     | 3 (2012, 2018, 2022)             | 2 (2014, 2024)       | 4 (2008, 2010, 2014, 2016) | 4 (2008, 2012, 2022, 2024) |
| CONCACAF |                                  | 2 (2008, 2018)       | 1 (2024)                   | 1 (2018)                   |
| CONMEBOL |                                  | 1 (2022)             |                            | 2 (2014, 2016)             |
| CAF      |                                  |                      | 2 (2012, 2022)             |                            |
| OFC      |                                  |                      | 1 (2018)                   |                            |

## Premiações
| Edição | Bola de Ouro        | Bola de Prata      | Bola de Bronze    | Bota/Chuteira de Ouro (golos/gols)    | Luva de Ouro (melhor goleira) | Prémio Fair Play |
| ------ | ------------------- | ------------------ | ----------------- | ------------------------------------- | ----------------------------- | ---------------- |
| 2008   | Mana Iwabuchi       | Dzsenifer Marozsán | Kristie Mewis     | Dzsenifer Marozsán (6)                | Taylor Vancil                 | Alemanha         |
| 2010   | Yeo Min-ji          | Kumi Yokoyama      | Kim Kum-jong      | Yeo Min-ji (8)                        | Dolores Gallardo              | Alemanha         |
| 2012   | Griedge Mbock Bathy | Ri Hyang-sim       | Yui Hasegawa      | Ri Un-sim (8)                         | Romane Bruneau                | Japão            |
| 2014   | Hina Sugita         | Yui Hasegawa       | Pilar Garrote     | Deyna Castellanos Gabriela García (6) | Mamiko Matsumoto              | Japão            |
| 2016   | Fuka Nagano         | Sung Hyang-sim     | Deyna Castellanos | Lorena Navarro (8)                    | Noelia Ramos                  | Japão            |
| 2018   | Clàudia Pina        | Nicole Pérez       | Mukarama Abdulai  | Mukarama Abdulai (7)                  | Catalina Coll                 | Japão            |
| 2022   | Vicky López         | Linda Caicedo      | Mara Alber        | Loreen Bender (4)                     | Sofía Fuente                  | Japão            |
| 2024   | Jon Il-chong        | Pau Comendador     | Celia Segura      | Pau Comendador (5)                    | Evan O'Steen                  | Nigéria          |

## Maiores goleadas
| Data                   | Cidade      | Mandante        | Placar | Visitante      |
| ---------------------- | ----------- | --------------- | ------ | -------------- |
| 22 de setembro de 2012 | Baku        | Coreia do Norte | 11–0   | Gâmbia         |
| 25 de setembro de 2012 | Lankaran    | Azerbaijão      | 0–11   | Nigéria        |
| 19 de março de 2014    | Tibás       | Paraguai        | 0–10   | Japão          |
| 8 de setembro de 2010  | Scarborough | Alemanha        | 10–1   | África do Sul  |
| 5 de setembro de 2010  | Scarborough | Alemanha        | 9–0    | México         |
| 30 de setembro de 2012 | Baku        | Japão           | 9–0    | México         |
| 29 de setembro de 2012 | Baku        | Gâmbia          | 2–10   | França         |
| 11 de outubro de 2022  | Bhubaneswar | Índia           | 0–8    | Estados Unidos |